# MAVEN
MAVEN (acronimo per Mars Atmosphere and Volatile EvolutioN) è una missione di esplorazione spaziale che fa parte del Programma Mars Scout ed è costituita da una sonda entrata in orbita attorno a Marte il 22 settembre 2014.
L'investigator principale di MAVEN è Bruce Jakosky, del Laboratory for Atmospheric and Space Physics della University of Colorado. L'hardware è basato su quello delle sonde Mars Reconnaissance Orbiter e Mars Odyssey.

## Missione
Il 15 settembre 2008 la NASA annunciò che MAVEN era stata selezionata come la seconda missione del Programma Mars Scout.
La sonda è stata lanciata con successo il 18 novembre 2013 con un razzo vettore Atlas V dalla Cape Canaveral Air Force Station. Si è inserita in una orbita ellittica attorno a Marte il 22 settembre del 2014, ad una altezza compresa tra 90 miglia (145 km) e 3 870 miglia (6 228 km) dalla superficie.
Il costo della missione MAVEN è stato stimato in 485 milioni di dollari.

### Scopi
Gli obiettivi scientifici primari della missione sono i seguenti:
- Determinare il ruolo della perdita di materiali volatili dall'atmosfera nel tempo.
- Determinare l'attuale stato dell'atmosfera superiore, della ionosfera e l'interazione di queste con il vento solare.
- Determinare l'attuale tasso di fuga di molecole neutre e ioni nello spazio, e gli elementi che controllano questo processo.
- Determinare le quantità degli isotopi stabili nell'atmosfera marziana.

Si ritiene che i dati raccolti permetteranno di conoscere meglio l'evoluzione dell'atmosfera marziana, in particolare per accertare la presenza di acqua in passato, ritenuta molto probabile.

## Strumentazione
Gli strumenti di MAVEN analizzeranno l'atmosfera superiore del pianeta rosso e come essa interagisce con il Sole, misurando i gas atmosferici, il vento solare e la ionosfera. La University of Colorado, la University of California e il Goddard Space Flight Center costruiranno ciascuno un gruppo di strumenti da installare sulla sonda.
La strumentazione installata sulla sonda comprende:
- Particles and Field (P&F) Package
  - Solar Wind Electron Analyzer (SWEA)- Misurazione degli elettroni presenti nella ionosfera e nel vento solare
  - Solar Wind Ion Analyzer (SWIA) - Misurazione della densità e della velocità degli ioni del vento solare e della magnetosfera
  - Suprathermal and Thermal Ion Composition (STATIC) - Misurazione degli ioni termici e di quelli a media energia
  - Solar Energetic Particle (SEP) - Determinazione dell'impatto delle particelle energetiche solari sull'atmosfera superiore
  - Lagmuir Probe and Waves (LPW) - Determinazione delle proprietà della ionosfera
  - Magnetometer (MAG) - Misurazione dei campi magnetici della ionosfera e del vento solare
- Remote Sensing (RS) Package
  - Imaging Ultraviolet Spectrometer (IUVS) - Misurazione delle caratteristiche globali dell'atmosfera superiore e della ionosfera
- Neutral Gas and Ion Mass Spectrometer (NGIMS) - Misurazione della composizione e degli isotopi degli elementi neutri e degli ioni

## Ricerca e risultati scientifici
- La rilevazione della perdita della maggior parte dell'atmosfera di Marte nello spazio nel tempo attraverso una combinazione di processi chimici e fisici ha suggerito[5] ai ricercatori coinvolti nella missione di applicare i dati ottenuti ad un genetico ed ipotetico pianeta simile a Marte orbitante intorno ad una nana rossa, diversa dal Sole ma più comune nella Via Lattea.